# Isla Petrel
La isla Petrel (en inglés: Petrel Island) es una isla ubicada a 1,2 km al suroeste de la isla Prión, en la Bahía de las Islas, Georgia del Sur. Fue trazada en 1912-1913 por Robert Cushman Murphy, un naturalista estadounidense a bordo del bergantín Daisy. La isla fue examinada en 1929/30 por el personal de Discovery Investigations y nombrado en asociación con la isla Prión. Los priones se han observado en estas islas.
La isla es administrada por el Reino Unido como parte del territorio de ultramar de las Islas Georgias del Sur y Sandwich del Sur, pero también es reclamada por la República Argentina que la considera parte del departamento Islas del Atlántico Sur dentro de la provincia de Tierra del Fuego, Antártida e Islas del Atlántico Sur.